# Dakota City (Iowa)
Dakota City er en by i delstaten Iowa i Midtvesten i USA. Byen har et indbyggertal på 759 (2020) indbyggere og et areal på 2 km2
. Den er hovedby i det amerikanske county Humboldt County.